# Субјекат (филозофија)
Субјекат (лат. subiectus - оно што је подметнуто) је носилац доживљаја, оно што има опажаје, представе, осјећаје и жеље, тј. ја. Субјекат је биће које свијет око себе доживљава на личан (субјективан) начин, које има самосвијест (субјективну свијест о себи) или однос са другим бићем (објекат). У односу субјекта и објекта, субјекат има улогу посматрача, а објекат улогу посматраног. Субјекат је у расправи о људској самосвијести и суштинској природи бића један од централних појмова европске филозофије.